# Großeberharts

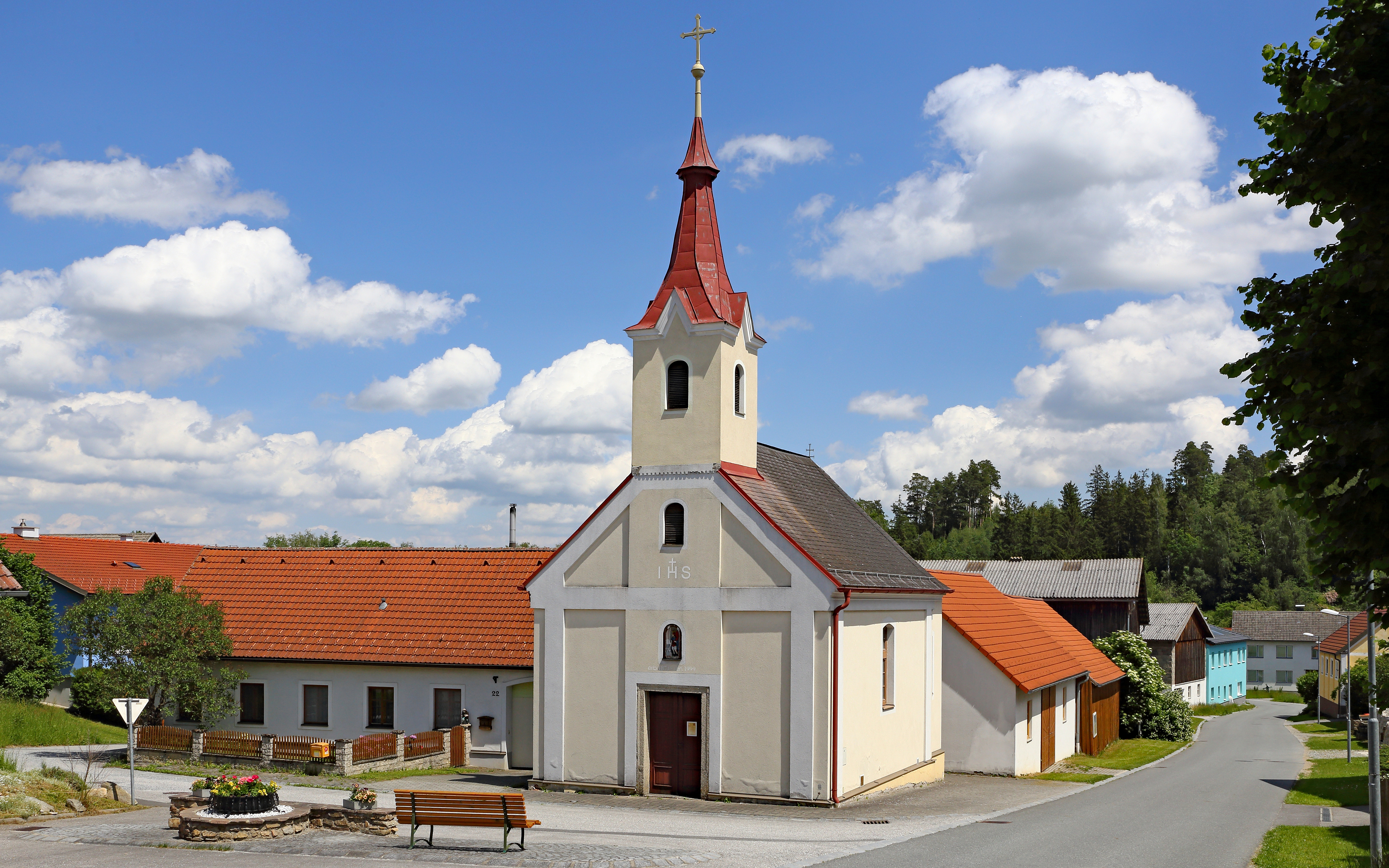
Ortskapelle Großeberharts

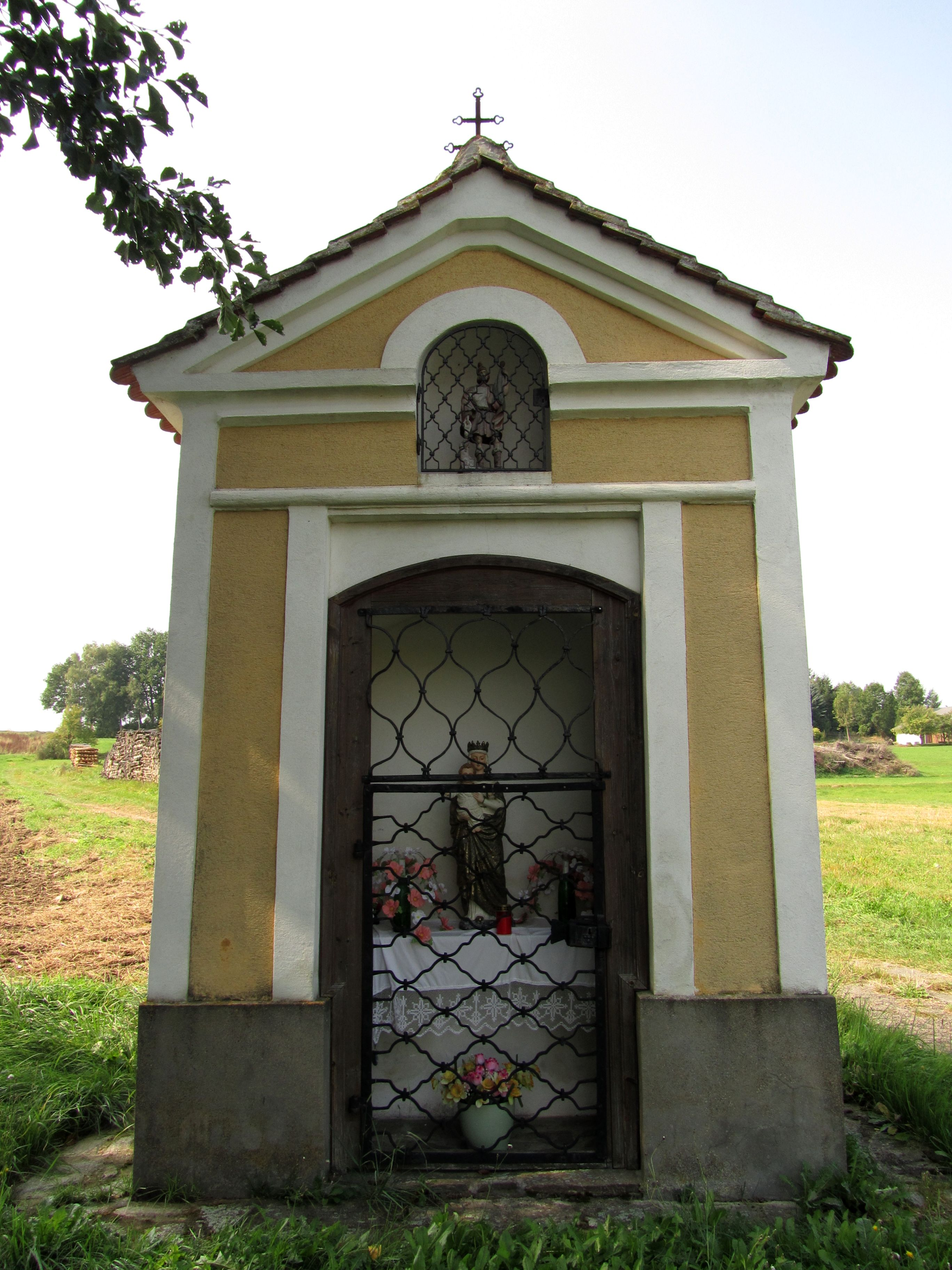
Rokoko-Wegkapelle von 1731 in Großeberharts

Großeberharts (früher auch Obereberharts) ist eine Ortschaft (Schreibweise Groß-Eberharts) und eine Katastralgemeinde der Gemeinde Pfaffenschlag bei Waidhofen an der Thaya im Bezirk Waidhofen an der Thaya im niederösterreichischen Waldviertel mit 85 Einwohnern (Stand 1. Jänner 2024).

## Geografie
Großeberharts befindet sich östlich von Pfaffenschlag nahe der Waidhofener Straße, von der man in das Dorf abzweigt. Der Ort liegt am Sarningbach und östlich des Ortskerns ragt der Birkenberg mit 557 m ü. A. Höhe auf. Am 1. April 2020 umfasste die Ortschaft 42 Adressen.

## Geschichte
Zur Katastralgemeinde zählte anfangs auch die Ortschaft Dimling, die später nach Waidhofen an der Thaya eingemeindet wurde und damit auch aus der Katastralgemeinde Großeberharts ausgegliedert wurde. Im Jahr 1822 wurde der Ort als Dorf mit 32 Häusern genannt, das nach Pfaffenschlag eingepfarrt war, wohin auch die Kinder eingeschult wurden. Die Herrschaft Waidhofen an der Thaya besaß die Ortsobrigkeit, übte die Landgerichtsbarkeit aus und besorgte die Konskription. Laut Adressbuch von Österreich waren im Jahr 1938 in der Ortsgemeinde Großeberharts ein Gastwirt, ein Schmied und ein Landwirt mit Direktvertrieb ansässig. Am 1. Jänner 1971 wurden die ehemals selbständigen Gemeinden Großeberharts und Kleingöpfritz mit Pfaffenschlag fusioniert.

## Siedlungsentwicklung
Zum Jahreswechsel 1979/1980 befanden sich in der Katastralgemeinde Großeberharts insgesamt 85 Bauflächen mit 39.241 m² und 95 Gärten auf 36.443 m², 1989/1990 gab es 59 Bauflächen. 1999/2000 war die Zahl der Bauflächen auf 136 angewachsen und 2009/2010 bestanden 54 Gebäude auf 136 Bauflächen.

## Bodennutzung
Die Katastralgemeinde ist landwirtschaftlich geprägt. 388 Hektar wurden zum Jahreswechsel 1979/1980 landwirtschaftlich genutzt und 58 Hektar waren forstwirtschaftlich geführte Waldflächen. 1999/2000 wurde auf 320 Hektar Landwirtschaft betrieben und 64 Hektar waren als forstwirtschaftlich genutzte Flächen ausgewiesen. Ende 2018 waren 317 Hektar als landwirtschaftliche Flächen genutzt und Forstwirtschaft wurde auf 64 Hektar betrieben. Die durchschnittliche Bodenklimazahl von Großeberharts beträgt 26,9 (Stand 2010).